# 인천대화초등학교
인천대화초등학교는 대한민국 인천광역시 미추홀구에 있는 공립 초등학교이다.

## 학교 연혁
- 1992년 12월 3일 인천대화국민학교 설립인가
- 1994년 3월 1일 개교

## 참고 자료
- 인천대화초등학교 - 한국교육학술정보원 학교알리미